# 대구도원초등학교
대구도원초등학교는 대한민국 대구광역시 달서구 도원동에 있는 공립 초등학교이다.

## 역사
- 1995년 10월 28일 대구도원초등학교 설립 인가
- 1996년 4월 22일 대구도원초등학교 공사 착공
- 1997년 2월 20일 본관 건물 준공
- 1997년 9월 1일 개교(26학급), 초대 권소웅 교장 부임
- 1997년 10월 28일 개교 기념일 제정(개교 기념 행사)
- 1998년 2월 19일 제1회 졸업 (졸업생 69명)
- 1998년 3월 10일 병설유치원 개원 (2학급)
- 1999년 2월 19일 제2회 졸업 (졸업생 184명, 누계 253명)
- 1999년 3월 1일 제2대 박춘길 교장 부임
- 2000년 2월 18일 제3회 졸업 (졸업생 240명, 누계 493명)
- 2001년 2월 20일 제4회 졸업 (졸업생 279명, 누계 772명)
- 2002년 2월 20일 제5회 졸업 (졸업생 300명, 누계 1,073명)
- 2002년 9월 1일 제3대 김춘식 교장 부임
- 2003년 2월 13일 제6회 졸업 (졸업생 307명, 누계 1380명)
- 2004년 2월 13일 제7회 졸업(286명, 누계 1665명)
- 2004년 3월 1일 제4대 김국빈 교장 부임
- 2004년 3월 1일 50학급 편성(특수학급 1학급 포함)
- 2004년 6월 2일 복층 4층 과학실, 어학실 증축
- 2004년 11월 2일 전기 에너지 절약 사업(ESCO) 완공
- 2005년 2월 16일 제8회 졸업 (졸업생 326명, 누계 1991명)
- 2006년 2월 14일 병설유치원 8회 졸업(52명)
- 2006년 2월 17일 제9회 졸업 (졸업생 311명, 누계 2302명)
- 2006년 11월 4일 생활사 박물관 개관, 슬기샘 도서관 개관
- 2007년 2월 14일 병설유치원 9회 졸업(51명)
- 2007년 2월 15일 제10회 졸업(졸업생 334명, 누계 2636명)
- 2007년 9월 1일 제5대 이순희 교장 부임
- 2008년 2월 20일 병설유치원 10회 졸업(43명)
- 2008년 2월 21일 제11회 졸업(졸업생 329명, 누계 2965명)
- 2008년 5월 16일 휴게실 개관
- 2008년 8월 25일 영어 체험실 개관
- 2009년 2월 13일 병설유치원 제 11회 졸업(51명)
- 2009년 2월 13일 급식용 엘리베이터 설치
- 2009년 2월 16일 제12회 졸업식 (293명, 졸업생 총계 3258명)
- 2009년 2월 16일 교문, 교차로 분리 공사
- 2009년 2월 20일 보건실 및 보육실 현대화 사업
- 2009년 3월 15일 급식실 현대화 공사
- 2010년 2월 5일 병설유치원 제12회 졸업식(49명)
- 2010년 2월 11일 제13회 졸업식(272명, 졸업생 누계 3,530명)
- 2011년 2월 16일 제14회 졸업식(229명, 졸업생 누계 3,759명)
- 2011년 3월 1일 제6대 권복술 교장 부임
- 2011년 9월 9일 멀티미디어실 현대화사업
- 2011년 10월 15일 꿈누리관(다목적교실) 개관
- 2012년 1월 30일 환경개선사업(놀이시설, 물칠판, 교실바닥수선)
- 2012년 2월 16일 제15회 졸업식(졸업생 187명, 졸업생 누계 3,946명)
- 2012년 3월 1일 37학급(특수1, 유치원2) 편성
- 2012년 10월 5일 식당 개축 공사
- 2013년 2월 15일 제16회 졸업식(졸업생 196명, 졸업생 누계 4,142명)
- 2013년 3월 1일 제7대 김복희 교장 부임
- 2014년 2월 14일 제17회 졸업식(143명 졸업, 누계 4285명)
- 2014년 3월 1일 32학급 편성
- 2014년 8월 31일 과학실, 컴퓨터실 현대화
- 2015년 2월 2일 유치원 시설개선 사업, 교문시설공사
- 2015년 2월 17일 제18회 졸업식(졸업생 153명, 졸업생 누계 4,438명)
- 2015년 3월 1일 32학급 편성(특수 1학급 포함, 유치원 2학급)
- 2015년 9월 1일 제8대 김명호 교장 부임
- 2016년 2월 4일 제19회 졸업식(졸업생 119명, 졸업생 누계 4,557명)
- 2016년 3월 1일 27학급 편성(특수 1학급 포함), 유치원 2학급
- 2017년 2월 15일 제20회 졸업식(121명 졸업, 졸업생 누계 4678명)
- 2017년 3월 1일 25학급 편성(특수 1학급 포함), 유치원 2학급
- 2018년3월4일 입학 졸업
- 2019년 3월4일입학졸업

## 참고 자료
- 대구도원초등학교 - 한국교육학술정보원 학교알리미